# 이광 (전한)

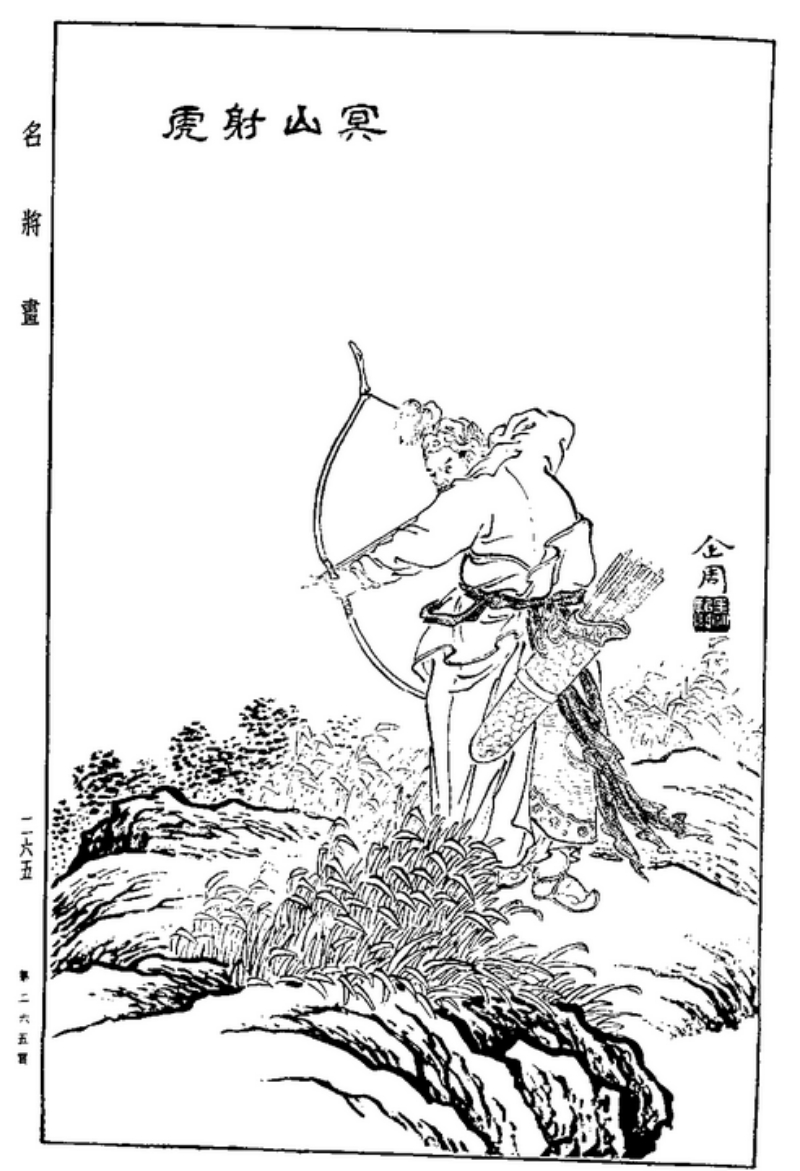
이광

이광(李廣, ? ~ 기원전 119년)은 중국 전한 전기 ~ 중기의 군인으로, 농서군 성기현(成紀縣) 사람이다. 문제·경제·무제 시기에 걸쳐 활약하였으며, 무용이 뛰어나 평생을 흉노와 싸워왔지만 번번이 전공을 인정받지 못하고 분사했다. 진나라의 명장 이신의 자손으로, 종제 이채는 승상을 지냈다.

## 생애

### 선대
증조부 이중상(李仲翔)은 전한의 장군으로, 소창(素昌)에서 강족을 물리치다가 전사하였다. 이중상의 아들 이백고(李伯考)는 적도로 가 이중상을 장사지냈고, 이때부터 이광의 가문은 적도에 살았다.

### 비장군
기원전 166년, 흉노 정벌에 공을 세워, 낭이 되어 문제의 옆에서 장군으로 수행했다. 맹수를 근접전에서 죽이는 그의 무용을 본 문제는, "고조 때 태어났으면 만호후(萬戶侯)가 되었을 것이다……"라며 그를 칭찬하였다.
경제 때 그는 효기도위에 임명되었고, 주아부 아래에서 오초칠국의 난을 진압하는 공적을 세웠다. 다만, 그는 양왕 무에게서 장군의 인수를 받았기 때문에, 한나라에서는 공적을 인정받을 수 없었다. 후에 상곡태수, 상군태수가 되었다. 그 때에 그는 그가 이끄는 군세에 비해 10배가 넘는 흉노군에 포위되었지만, 일부러 복병이 있는 것처럼 느긋하게 후퇴하였다. 복병이 있을 것을 두려워 한 흉노군은 추격을 포기하고 군세를 물렸다. 그날 이후 그는 농서·북지·안문·운중태수를 역임하였는데, 이곳들은 모두 한의 변방으로서 흉노의 영토에 인접하는 곳이었다. 당시 흉노에게 비장군 이광은 두려움의 대상이었다. 그후로도 무용이 뛰어난 무장들은 이광을 모방하여 비장군으로 불리는 일이 관습처럼 되었는데, 후한 말기의 무장 여포도 전례에 따라 비장군으로도 불렸다.

### 비운의 장군
무제 때는 그를 천거하는 사람이 많았기 때문에 위위로 승진했다. 무제가 마읍에 흉노를 유인하여 공격하려고 했을 때는, 이광은 효기장군으로서 종군했지만 별다른 공적을 세우지 못했다. 기원전 129년에 이광은 흉노와의 싸움에 패하여 포로가 되었다. 그후 그는 탈출하여 장안으로 돌아왔지만, 싸움에 진 죄를 추궁당해 평민으로 강등당했다. 이후 그는 우북평태수로 복귀하여, 낭중령으로 옮겼다.
흉노와 자주 전투를 벌였지만 좋은 전과를 얻지 못하였고, 기원전 119년 대대적인 흉노 침공 때에는 고령을 이유로 배제되었다. 이러한 조정의 처사에 분노한 이광은 격렬하게 항의하여 참전이 허용되었다. 그러나 무제의 밀명을 받은 대장군 위청에 의해서 익수의 군으로서 후방을 맡게 되었다. 이광은 이에 불복하여 다른 방면에서 독자적으로 진군했지만, 초행길에 길을 안내할 사람이 없었기 때문에 길을 잃어 제때에 전장에 당도하지 못하였다. 그것에 대해서 보고서를 조정에 올리기 위하여 위청이 이광의 부하를 힐문하자, 이광은 담담히
「나는 성인이 되고 나서 흉노와 크고 작은 전투를 70여 차례 치렀다. 이번에도 위청대장군을 따라서 선우의 군사와 싸울 수 있는 기회가 주어졌지만, 대장군 위청이 나를 후방 부대에 두었기 때문에 길을 잃고 우회를 하는 처지가 되었다. 이것이 천명이 아니고 무엇이겠는가!」라고 외치고, 그대로 스스로 목을 베어 죽었다. 이 소식을 들은 이광의 부하 장교는 물론이고, 백성들도 남녀노소 소리없이 울었다고 한다.

## 이광의 자손
이광의 막내 아들 이감(李敢)은 위청을 원망하여, 주연을 베푸는 자리에서 위청을 구타했다. 위청은 이를 불문에 붙였지만, 이것을 알게 된 위청의 조카 곽거병은 원한을 품고 수렵장에서 이감을 사살했다.
이광의 장남 이당호(李當戶)는 무인은 아니었지만, 무제의 측근인 한언이라고 하는 신하가 그를 불손한 태도로 대하자, 이당호는 그를 폭행했다. 그의 과감한 성정을 알아본 무제는 그를 유능한 인재라고 평가했지만, 이당호는 요절하고 말았다. 그의 아들이 이릉(李陵)이다.
또한 이감은 이초(李椒)라고 하는 둘째 형이 있었지만, 그도 맏형과 같이 요절했다. 이감은 두 명의 아이를 두었고, 아들은 이우(李禹)이다. 이우는 인색하고 재물에 집착이 강했다. 또 다른 아이는 딸이었는데, 바로 이우의 누나이다. 그녀는 황태자 유거(劉據)의 측실이 되었고 이우 또한 그에게 총애를 받아 곧 이어 그의 시종이 되었다. 하지만 사촌 이릉이 흉노에게 항복하자, 그도 이릉의 뒤를 쫓아 흉노로 도망치려 한다는 비방을 받아 사형당했고, 이릉의 처자와 어머니도 뒤이어 처형되었다.《사기》의 저자 사마천(司馬遷)은 이릉을 옹호하다가 궁형을 당하였다.

## 일화
역사기록은 이광에 대해 청렴한 인물이었다고 전한다. 또한 그는 샘을 발견하면 부하들이 먼저 목을 축일 수 있게 배려하였고, 식사도 하사관과 함께 하였으며, 모든 군졸이 식사를 시작할 때까지 그는 그에게 주어진 몫에는 손을 대지 않았다고 한다. 후에 사마천은 《사기》에서 그의 인품에 대해 "복숭아나무와 자두 나무는 아무 말도 하지 않지만, 그 아래에는 자연히 사람이 모이고 길이 생긴다"고 평가했다.

### 바위에 꽂힌 화살
이광은 궁술의 명수였다. 어느 날 그는 사냥을 하러 나갔다가 호랑이를 발견하고 활을 겨냥하여 쏘았다. 그러나 가까이서 보니 그가 호랑이라고 생각하고 활을 쏘았던 것은 사실 호랑이가 아니라 바위였으며, 이광이 쏜 화살은 그 돌에 박혀 있었다. 그 후 이광은 여러번 바위에 화살을 발사했지만 박히는 것이 없었다. 이것을 양자운에 있는 사람이 이야기했는데, 자운은 「지성이면 금석도 열린다」(성심성의로 사물을 행하면 바위도 관통할 수 있다)라고 말했다. ( 「서경잡기」)
소설 수호전의 등장인물로 활의 명수인 화영은 이 일화를 모방하여 「소이광」곧 작은 이광이라고 불린다.

## 가계

### 관련 인물
이고　이신

## 같이 보기
- 위청
- 곽거병
- 장건
- 사마천